# Star Trek: Deep Space Nine - The Fallen
Star Trek: Deep Space Nine - The Fallen est un jeu vidéo de tir en vue à la troisième personne développé par The Collective, Inc. et publié par Simon & Schuster sur PC et Macintosh le 15 novembre 2000 en Amérique du Nord et le 1er avril 2001  en Europe. Le jeu se déroule dans l’univers de science-fiction de Star Trek, le joueur pouvant incarner différents membres de la Starfleet dans leur recherche de trois artefacts extraterrestres,,.

## Système de jeu
Le joueur peut terminer le jeu à travers le parcours de trois personnages, le Capitaine Benjamin Sisko, le Major Kira Nerys  ou le Lieutenant Commander Worf. Bien que ces personnages vont globalement au même endroit, chaque mission est unique. Un élément majeur du gameplay de ce jeu est ce qui s'appelle le tricordeur : il remplit la fonction de radar, indiquant au joueur les signes de vie, les sources d'énergie, et de manière générale, tous les éléments avec lesquels une interaction est possible. Il sert également durant les combats contre des ennemis portant des champs de force, en indiquant la fréquence à utiliser pour percer leurs défenses. Un autre instrument classique de l'univers de Star Trek est le communicateur: il permet au joueur de contacter des PNJ pour avoir des indications, de l'aide dans ses missions.

## Scénario

### Toile de fond
Les Bajorans croient que les espèces extraterrestres qui résident dans le trou de ver près de leur planète sont les Prophètes. Ils les vénèrent comme des dieux, se référant au trou de ver comme à un "temple céleste". Les légendes bajoranes racontent qu'il y a des milliers d'années, les Prophètes ont exilé une autre race du trou de ver, les Pah-wraiths, les emprisonnant à jamais dans les grottes de feu de Bajor. Cependant, les légendes disent qu'il existe trois orbes rouges, censés être la clef de la résurrection des Pah-wraiths et de leur retour au temple. Mais ces orbes n'ont jamais été localisés, ou du moins, c'est ce que l'on croyait.

### Synopsis
Le jeu commence par une cinématique se déroulant durant les derniers jours de l'occupation cardassienne de Bajor. Une scientifique cardassienne appelée Terrell découvre un des orbes rouges et l'étudie secrètement dans le complexe de recherche de Terok Nor, une station spatiale en orbite autour de Bajor, avec l'intention d'en faire une arme pour l'Union cardassienne. Cependant, un accident se produit au cours duquel les gardes cardassiens se font tuer. Très vite, les Cardassiens scellent la pièce et abandonnent la station, la cédant aux mains de la Fédération.
Six ans plus tard, le Defiant reçoit un appel de détresse d'un vaisseau scientifique bajoran qui vient de se faire attaquer, dans un endroit pourtant peu fréquenté. Le Capitaine Sisko prend une navette pour enquêter et sauver les survivants avec des bio-accentuateurs pour faciliter la téléportation. Cependant, alors qu'il est encore à bord, un vaisseau de guerre grigari (une mystérieuse race mercenaire originaire des confins du quadrant Bêta) se désocculte et attaque le Défiant. À bord, le Lieutenant Commander Worf doit réparer le système de propulsion en même temps qu'il affronte les Grigari montés à bord. Finalement, Worf termine les réparations, Sisko sauve les survivants bajorans, et le Défiant rentre à la station Deep Space Nine (anciennement Terok Nor).
Pendant ce temps, le Major Kira Nerys rencontre un vieil ami qu'elle connut lors de sa participation au sein du mouvement de la Résistance Bajorane, Obanak Keelen. Kira est interloquée d'apprendre qu'Obanak est devenu le leader d'une secte connue sous le nom de Culte des Pah-wraiths, un groupe hérétique qui croit que les Pah-wraiths sont les "Véritables Prophètes" de Bajor. Obanak demande à Kira de faire pression sur l'Assemblée Vedek (les leaders religieux de Bajor) d'autoriser le Culte à explorer un ancien temple sur la lune Jeraddo. Cependant, le monastère dans lequel elle rencontre Obanak est pris d'assaut par des soldats agissant sous les ordres de l'Assemblée. Kira parvient à conduire Obanak jusqu'à son runabout et ils s'enfuient vers Deep Space Nine.
A la station, les corps des Cardassiens tués durant l'expérience de Terrell sont découverts, ayant fusionné dans la coque de la station. Le Constable Odo commence une investigation tandis que Sisko, Kira et Worf se dirigent vers Jeraddo. Une fois sur place, le trio découvre le mur du temple de Jeraddo. De retour à la station, l'analyse du mur révèle qu'il traite des trois orbes des Pah-wraiths et du trou de ver, mais ne propose aucune information tangible. Un message en provenance de Cardassia avertit Deep Space Nine que Provost Dejar du Cercle Cornélien vient pour enquêter sur les corps retrouvés, qui sont soupçonnés d'avoir été membres de l'élite de la garde personnelle de Gul Dukat. On aboutit à la conclusion que les corps n'ont pas été fusionnés avec la coque par un accident de téléportation ainsi qu'on le pensait de prime abord mais par une sorte de distorsion spatiale. C'est ainsi qu'est découvert le laboratoire cardassien scellé, avec un orbe en stase à l'intérieur. Sisko conduit Dejar jusqu'au laboratoire mais apprend bientôt que Dejar est en fait un membre de l'Ordre Obsidien, de son vrai nom, le Préfet Terrell. Elle vole l'orbe et s'enfuit avec.
Après des analyses plus poussées, on découvre que les orbes rouges sont capables de générer un second trou de ver artificiel et l'hypothèse que Terrell puisse utiliser les orbes pour en faire une arme capable de créer des coupures dans le sub-espace est envisagée. Afin d'empêcher que cela ne se produise, Starfleet autorise la récquisition d'un autre orbe rouge pour contrer Terrell si elle parvenait à en faire une arme. Sisko apprend qu'un des orbes est à bord de l'USS Ulysse qui s'était crashé sur S-R III quelques années auparavant. Worf et Sisko prennent possession de l'orbe mais sont capturés par le Dominion et envoyés dans un camp de concentration. Le Défiant est aussi abordé et capturé. Cependant, Sisko, Worf et Kira réussissent à s'échapper et reprennent le Défiant, retournant à Deep Space 9 avec l'orbe.
Afin de s'emparer de l'orbe en possession de Terrell, Kira se déguise en scientifique cardassienne, Alira Rejal et est envoyée à la base de recherche militaire sur Hass'Terral. Elle infiltre le complexe et aide Sisko et Worf à y pénétrer. Alors qu'ils commencent à peine à se confronter à Terrell, Obanak se téléporte dans la base avec une escouade de soldats grigari. Terrell se fait tirer dessus et Obanak révèle qu'il a loué les services des Grigari pour l'aider à libérer les Pah-wraiths. Il est déjà en possession du troisième orbe et il s'empare de celui de Terrell, expliquant que les Grigari attaquent en ce moment même Deep Space 9 et qu'ils se sont emparés du dernier orbe. Avant de mourir, Terrell révèle que l'unique moyen de détruire les Orbes est d'utiliser un faisceau convergent de gravitons.
Sisko, Kira et Worf retournent sur Deep Space 9 et découvrent la station subissant une attaque d'une flotte de vaisseaux de guerre grigari, qui sont en train de l'aborder. Ils se séparent et se fraient un chemin jusqu'au laboratoire cardassien mais ils arrivent seulement à temps pour voir Obanak entreprendre le rituel avec ses fidèles. Il est ainsi possédé par un Pah-wraith, et avec ses nouveaux pouvoirs, il attaque le trio. Cependant, ils parviennent à le vaincre, l'enfermant dans le proto trou de ver avant de sceller ce dernier.
Le jeu prend fin avec une cinématique montrant Kira exprimer sa grande tristesse d'avoir perdu son ami, qui avait été brave, et s'inquiète de ce qui pourrait arriver si quelqu'un de vraiment maléfique était capable d'exploiter le pouvoir des Pah-wraiths.